# Didymodon argentiniensis
Didymodon argentiniensis là một loài Rêu trong họ Pottiaceae. Loài này được Warnst. mô tả khoa học đầu tiên năm 1916.